# S come Zebatinsky
S come Zebatinsky (Spell My Name with an S) è un racconto di fantascienza di Isaac Asimov pubblicato per la prima volta nel 1958 sul numero di gennaio della rivista Star Science Fiction.
Successivamente è stato incluso in varie antologie, tra cui Le migliori opere di fantascienza (The Best Science Fiction of Isaac Asimov) del 1986.
È stato pubblicato varie volte in italiano a partire dal 1963, anche con il titolo Pronunciare con la S.

## Trama
La storia racconta di un fisico nucleare statunitense di origine polacca di nome Marshall Zebatinsky che, preoccupato che la sua carriera sia in stallo, si rivolge disperato a un numerologo per avere dei consigli su come farla ripartire. Il numerologo gli consiglia di cambiare l'iniziale del suo nome da Z a S: Sebatinsky.
Una complicata serie di eventi vede Zebatinsky/Sebatinsky messo sotto indagine, sospettato di nascondere qualcosa in relazione a suoi parenti che vivono nel blocco sovietico. Le autorità scoprono un suo lontano cugino, fisico anche lui, e da qui che l'Unione sovietica sta lavorando sui campi di forza come mezzo di difesa nucleare.
Gli statunitensi iniziano immediatamente a sviluppare la loro controdifesa. Non hanno ancora motivi reali per sospettare Zebatinsky/Sebatinsky, ma giusto per precauzione cercano un modo discreto di farlo rimuovere dal progetto segreto di cui si occupa. Con sua grande sorpresa e piacere, Zebatinsky/Sebatinsky viene proposto per un posto di docente, che è esattamente quello che sperava quando si è rivolto al numerologo.
Alla fine si scopre che il numerologo è di fatto un extraterrestre coinvolto in una scommessa su come evitare una guerra atomica grazie a un minimo input (per effetto farfalla). La storia si conclude con un'altra scommessa, di tutt'altro segno, fatta dall'extraterrestre con un suo compagno.